# Gran Premio di superbike d'Europa 1999
Il Gran Premio di Superbike d'Europa 1999 è stato la nona prova su tredici del campionato mondiale Superbike 1999, disputato il 1º agosto sul circuito di Brands Hatch, ha visto la vittoria di Colin Edwards in gara 1, lo stesso pilota si è ripetuto anche in gara 2.
La vittoria nella gara valevole per il campionato mondiale Supersport è stata invece ottenuta da Stéphane Chambon.
La gara del campionato Europeo della classe Superstock viene vinta da David Jefferies, sebbene il pilota britannico sia tra i piloti di età superiore ai 24 anni (a cui per regolamento non venivano assegnati punti), cosa che fece assegnare i 25 punti (solitamente destinati al primo classificato) a Karl Harris (che concluse però secondo in gara).
Rispetto alle edizioni precedenti, il circuito di Brands Hatch ha subito alcune modifiche al tracciato.

## Risultati

### Gara 1

#### Arrivati al traguardo[2]
| Pos. | Nº  | Pilota               | Squadra              | Motocicletta | Giri | Tempo     | Griglia | Punti |
| ---- | --- | -------------------- | -------------------- | ------------ | ---- | --------- | ------- | ----- |
| 1º   | 5   | Colin Edwards        | Castrol Honda        | Honda        | 25   | 36:51.715 | 2º      | 25    |
| 2º   | 111 | Aaron Slight         | Castrol Honda        | Honda        | 25   | +0:01.429 | 4º      | 20    |
| 3º   | 7   | Pierfrancesco Chili  | Suzuki Alstare F.S.  | Suzuki       | 25   | +0:07.879 | 3º      | 16    |
| 4º   | 46  | John Reynolds        | Reve Red Bull Ducati | Ducati       | 25   | +0:11.774 | 7º      | 13    |
| 5º   | 11  | Troy Corser          | Ducati Performance   | Ducati       | 25   | +0:14.226 | 6º      | 11    |
| 6º   | 4   | Akira Yanagawa       | Kawasaki Racing      | Kawasaki     | 25   | +0:14.298 | 9º      | 10    |
| 7º   | 41  | Noriyuki Haga        | Yamaha WSBK          | Yamaha       | 25   | +0:16.612 | 5º      | 9     |
| 8º   | 51  | Niall Mackenzie      | Virgin Yamaha        | Yamaha       | 25   | +0:16.927 | 11º     | 8     |
| 9º   | 42  | James Haydon         | Clarion Suzuki       | Suzuki       | 25   | +0:29.339 | 14º     | 7     |
| 10º  | 43  | Chris Walker         | Kawasaki             | Kawasaki     | 25   | +0:33.810 | 10º     | 6     |
| 11º  | 16  | Andreas Meklau       | Ducati Deut. Remus   | Ducati       | 25   | +0:34.690 | 17º     | 5     |
| 12º  | 9   | Peter Goddard        | Aprilia Rac.De Cecco | Aprilia      | 25   | +0:36.042 | 8º      | 4     |
| 13º  | 15  | Igor Jerman          | Kawasaki Bertocchi   | Kawasaki     | 25   | +0:44.535 | 20º     | 3     |
| 14º  | 21  | Katsuaki Fujiwara    | Suzuki Alstare F.S.  | Suzuki       | 25   | +0:45.959 | 19º     | 2     |
| 15º  | 22  | Vittoriano Guareschi | Yamaha WSBK          | Yamaha       | 25   | +0:46.324 | 13º     | 1     |
| 16º  | 55  | Mauro Lucchiari      | Gattolone Racing     | Yamaha       | 25   | +0:50.877 | 21º     |       |
| 17º  | 39  | Alessandro Gramigni  | Valli Moto           | Yamaha       | 25   | +0:54.582 | 22º     |       |
| 18º  | 33  | Robert Ulm           | Kawa Bertocchi Gerin | Kawasaki     | 25   | +1:10.037 | 16º     |       |
| 19º  | 1   | Carl Fogarty         | Ducati Performance   | Ducati       | 24   | +1 giro   | 1º      |       |
| 20º  | 64  | Gian Luca Villa      | R & D Racing         | Ducati       | 24   | +1 giro   | 27º     |       |
| 21º  | 54  | Dan Harris           | Frontiers SBK Mag.   | Yamaha       | 24   | +1 giro   | 26º     |       |
| 22º  | 23  | Jiří Mrkývka         | JM SBK               | Ducati       | 24   | +1 giro   | 29º     |       |
| 23º  | 24  | Vladimír Karban      | Karban Racing        | Suzuki       | 24   | +1 giro   | 30º     |       |
| 24º  | 38  | Lance Isaacs         | Yes Ducati NCR       | Ducati       | 23   | +2 giri   | 24º     |       |

#### Ritirati
| Nº | Pilota              | Squadra              | Motocicletta | Giri | Griglia |
| -- | ------------------- | -------------------- | ------------ | ---- | ------- |
| 27 | Frédéric Protat     | Ducati France FP R.  | Ducati       | 21   | 18º     |
| 50 | Marty Craggill      | Clarion Suzuki       | Suzuki       | 19   | 23º     |
| 26 | Jean Pierre Jeandat | White Endurance      | Honda        | 17   | 28º     |
| 6  | Gregorio Lavilla    | Kawasaki Racing      | Kawasaki     | 13   | 15º     |
| 18 | Carlos Macias       | Capill France Racing | Ducati       | 13   | 32º     |
| 48 | Sean Emmett         | Reve Red Bull Ducati | Ducati       | 11   | 12º     |
| 19 | Lucio Pedercini     | Pedercini            | Ducati       | 4    | 25º     |
| 40 | Giuliano Sartoni    | Ducati NCR           | Ducati       | 0    | 31º     |

### Gara 2

#### Arrivati al traguardo[3]
| Pos. | Nº  | Pilota               | Squadra              | Motocicletta | Giri | Tempo     | Griglia | Punti |
| ---- | --- | -------------------- | -------------------- | ------------ | ---- | --------- | ------- | ----- |
| 1º   | 5   | Colin Edwards        | Castrol Honda        | Honda        | 25   | 36:52.981 | 2º      | 25    |
| 2º   | 111 | Aaron Slight         | Castrol Honda        | Honda        | 25   | +0:00.087 | 4º      | 20    |
| 3º   | 41  | Noriyuki Haga        | Yamaha WSBK          | Yamaha       | 25   | +0:09.268 | 5º      | 16    |
| 4º   | 1   | Carl Fogarty         | Ducati Performance   | Ducati       | 25   | +0:11.358 | 1º      | 13    |
| 5º   | 4   | Akira Yanagawa       | Kawasaki Racing      | Kawasaki     | 25   | +0:15.083 | 9º      | 11    |
| 6º   | 48  | Sean Emmett          | Reve Red Bull Ducati | Ducati       | 25   | +0:17.493 | 12º     | 10    |
| 7º   | 51  | Niall Mackenzie      | Virgin Yamaha        | Yamaha       | 25   | +0:17.618 | 11º     | 9     |
| 8º   | 46  | John Reynolds        | Reve Red Bull Ducati | Ducati       | 25   | +0:18.904 | 7º      | 8     |
| 9º   | 9   | Peter Goddard        | Aprilia Rac.De Cecco | Aprilia      | 25   | +0:19.330 | 8º      | 7     |
| 10º  | 6   | Gregorio Lavilla     | Kawasaki Racing      | Kawasaki     | 25   | +0:24.534 | 15º     | 6     |
| 11º  | 42  | James Haydon         | Clarion Suzuki       | Suzuki       | 25   | +0:24.883 | 14º     | 5     |
| 12º  | 16  | Andreas Meklau       | Ducati Deut. Remus   | Ducati       | 25   | +0:26.605 | 17º     | 4     |
| 13º  | 11  | Troy Corser          | Ducati Performance   | Ducati       | 25   | +0:28.067 | 6º      | 3     |
| 14º  | 22  | Vittoriano Guareschi | Yamaha WSBK          | Yamaha       | 25   | +0:35.268 | 13º     | 2     |
| 15º  | 21  | Katsuaki Fujiwara    | Suzuki Alstare F.S.  | Suzuki       | 25   | +0:44.548 | 19º     | 1     |
| 16º  | 15  | Igor Jerman          | Kawasaki Bertocchi   | Kawasaki     | 25   | +0:50.449 | 20º     |       |
| 17º  | 55  | Mauro Lucchiari      | Gattolone Racing     | Yamaha       | 25   | +0:50.817 | 21º     |       |
| 18º  | 33  | Robert Ulm           | Kawa Bertocchi Gerin | Kawasaki     | 25   | +1:17.012 | 16º     |       |
| 19º  | 27  | Frédéric Protat      | Ducati France FP R.  | Ducati       | 25   | +1:17.159 | 18º     |       |
| 20º  | 64  | Gian Luca Villa      | R & D Racing         | Ducati       | 24   | +1 giro   | 27º     |       |
| 21º  | 54  | Dan Harris           | Frontiers SBK Mag.   | Yamaha       | 24   | +1 giro   | 26º     |       |
| 22º  | 24  | Vladimír Karban      | Karban Racing        | Suzuki       | 24   | +1 giro   | 30º     |       |
| 23º  | 40  | Giuliano Sartoni     | Ducati NCR           | Ducati       | 24   | +1 giro   | 31º     |       |

#### Ritirati
| Nº | Pilota              | Squadra              | Motocicletta | Giri | Griglia |
| -- | ------------------- | -------------------- | ------------ | ---- | ------- |
| 7  | Pierfrancesco Chili | Suzuki Alstare F.S.  | Suzuki       | 21   | 3º      |
| 43 | Chris Walker        | Kawasaki             | Kawasaki     | 21   | 10º     |
| 50 | Marty Craggill      | Clarion Suzuki       | Suzuki       | 11   | 23º     |
| 19 | Lucio Pedercini     | Pedercini            | Ducati       | 10   | 25º     |
| 39 | Alessandro Gramigni | Valli Moto           | Yamaha       | 9    | 22º     |
| 38 | Lance Isaacs        | Yes Ducati NCR       | Ducati       | 7    | 24º     |
| 18 | Carlos Macias       | Capill France Racing | Ducati       | 5    | 32º     |
| 23 | Jiří Mrkývka        | JM SBK               | Ducati       | 4    | 29º     |
| 26 | Jean Pierre Jeandat | White Endurance      | Honda        | 0    | 28º     |

### Supersport

#### Arrivati al traguardo
| Pos. | Nº | Pilota                | Squadra              | Motocicletta | Giri | Tempo     | Punti |
| ---- | -- | --------------------- | -------------------- | ------------ | ---- | --------- | ----- |
| 1º   | 3  | Stéphane Chambon      | Suzuki Alstare F.S.  | Suzuki       | 23   | 35'25.212 | 25    |
| 2º   | 23 | Rubén Xaus            | Dee Cee Jeans Yamaha | Yamaha       | 23   | +4.908    | 20    |
| 3º   | 6  | Cristiano Migliorati  | Endoug Metalsistem   | Suzuki       | 23   | +5.077    | 16    |
| 4º   | 7  | Piergiorgio Bontempi  | Yamaha Belgarda      | Yamaha       | 23   | +7.097    | 13    |
| 5º   | 5  | Massimo Meregalli     | Yamaha Belgarda      | Yamaha       | 23   | +7.178    | 11    |
| 6º   | 22 | Christian Kellner     | Yamaha Deutschland   | Yamaha       | 23   | +8.242    | 10    |
| 7º   | 52 | James Toseland        | Castrol Honda        | Honda        | 23   | +11.298   | 9     |
| 8º   | 1  | Fabrizio Pirovano     | Suzuki Alstare F.S.  | Suzuki       | 23   | +15.190   | 8     |
| 9º   | 16 | Sébastien Charpentier | Elf Honda France     | Honda        | 23   | +15.347   | 7     |
| 10º  | 78 | Glen Richards         | First Nat. Yamaha    | Yamaha       | 23   | +18.425   | 6     |
| 11º  | 35 | Christophe Cogan      | BKM Racing           | Yamaha       | 23   | +24.923   | 5     |
| 12º  | 25 | William Costes        | Elf Honda France     | Honda        | 23   | +31.554   | 4     |
| 13º  | 27 | Roberto Panichi       | Bimota Exp. D.N.R.   | Bimota       | 23   | +32.014   | 3     |
| 14º  | 32 | David de Gea          | Ten Kate Arbizu      | Honda        | 23   | +37.868   | 2     |
| 15º  | 8  | Wilco Zeelenberg      | Dee Cee Jeans Yamaha | Yamaha       | 23   | +38.169   | 1     |
| 16º  | 20 | Werner Daemen         | Yamaha Belgium       | Yamaha       | 23   | +38.179   |       |
| 17º  | 24 | Francesco Monaco      | X Racing             | Ducati       | 23   | +39.974   |       |
| 18º  | 56 | Fabien Foret          | BKM Racing           | Yamaha       | 23   | +40.606   |       |
| 19º  | 50 | Andrea Giachino       | Monza Corse          | Suzuki       | 23   | +52.327   |       |
| 20º  | 18 | Camillo Mariottini    | Kawasaki Team Italia | Kawasaki     | 23   | +52.477   |       |
| 21º  | 48 | Felisberto Teixeira   | Honda Portugal Galp  | Honda        | 23   | +1'22.595 |       |

#### Ritirati
| Nº | Pilota             | Squadra              | Motocicletta | Giri |
| -- | ------------------ | -------------------- | ------------ | ---- |
| 21 | Jörg Teuchert      | Yamaha Deutschland   | Yamaha       | 21   |
| 74 | Steve Plater       | Sanyo Honda          | Honda        | 21   |
| 12 | Iain MacPherson    | Kawasaki Racing      | Kawasaki     | 18   |
| 60 | John Crawford      | Clarion Suzuki       | Suzuki       | 13   |
| 19 | Walter Tortoroglio | Gi Motor Sport       | Suzuki       | 13   |
| 26 | Roberto Teneggi    | DF Racing Carli D.   | Ducati       | 12   |
| 70 | Karl Harris        | Endoung Metalsistem  | Suzuki       | 9    |
| 46 | Mauro Sanchini     | Sacchi Corse         | Suzuki       | 9    |
| 39 | David Muscat       | Ducati France Racing | Ducati       | 9    |
| 43 | Norino Brignola    | Bimota Exp. D.N.R.   | Bimota       | 8    |
| 31 | Vittorio Iannuzzo  | Lorenzini by Leoni   | Yamaha       | 6    |
| 77 | Karl Muggeridge    | Castrol Honda        | Honda        | 4    |
| 42 | David Checa        | Yes Ducati NCR       | Ducati       | 4    |
| 55 | Michele Malatesta  | Yes Romanelli NCR    | Ducati       | 4    |
| 76 | Paul Brown         | D & E Racing         | Honda        | 3    |

### Superstock
Fonte:  BRANDS HATCH - July 30-31 August 1, 1999SUPERSTOCK EUROPEAN CHAMPIONSHIP 1999, su sbk.perugiatiming.com (archiviato dall'url originale il 12 aprile 2014).
Vista la presenza di piloti di età superiore ai 24 anni (a cui per regolamento non venivano assegnati punti), l'assegnazione dei punti risulta sfalsata rispetto alle posizioni ottenute in gara. Inoltre Karl Harris, Daniel Oliver Bultó e Steve Brogan ottennero rispettivamente 5, 3 e 1 punti suppletivi, in quanto primo, secondo e terzo nelle prove di qualificazione, escludendo sempre i piloti di età superiore i 24 anni (che non erano eleggibili per i punti neanche per le qualifiche).

#### Arrivati al traguardo
| Pos. | Nº | Pilota              | Squadra              | Motocicletta     | Giri | Tempo     | Punti gara | Punti qualifica |
| ---- | -- | ------------------- | -------------------- | ---------------- | ---- | --------- | ---------- | --------------- |
| 1º   | 30 | David Jefferies     | Swift Akito          | Yamaha YZF R1    | 12   | 18'42.492 |            |                 |
| 2º   | 16 | Karl Harris         | GR Motosport         | Suzuki GSX 750 R | 12   | +4.331    | 25         | 5               |
| 3º   | 17 | Peter Graves        | Yamaha BT Phonecards | Yamaha YZF R1    | 12   | +4.472    |            |                 |
| 4º   | 46 | Steve Brogan        | PR Tyres Racing      | Yamaha YZF R1    | 12   | +14.550   | 20         | 1               |
| 5º   | 33 | Gus Scott           | Blacks Bike Shop     | Yamaha YZF R1    | 12   | +17.158   |            |                 |
| 6º   | 23 | Roki Read           | Morris Holdings Gr.  | Yamaha YZF R1    | 12   | +21.737   |            |                 |
| 7º   | 25 | Daniel Oliver Bultó | Aprilia Desmo Racing | Aprilia RSV 1000 | 12   | +21.888   | 16         | 3               |
| 8º   | 32 | Ian Duffus          | Blacks Bike Shop     | Yamaha YZF R1    | 12   | +22.527   |            |                 |
| 9º   | 37 | Alex Buckingham     | Robson Racing        | Yamaha YZF R1    | 12   | +22.796   |            |                 |
| 10º  | 22 | Francis Williamson  | Jack Lilley Racing   | Aprilia RSV 1000 | 12   | +23.646   |            |                 |
| 11º  | 71 | Marc Fissette       | ATPI Corse           | Suzuki GSX 750 R | 12   | +34.026   | 13         |                 |
| 12º  | 3  | Paul Notman         | Speedline Nrg        | Yamaha YZF R1    | 12   | +34.092   | 11         |                 |
| 13º  | 5  | Frédéric Jond       | Fratelli             | Suzuki GSX 750 R | 12   | +35.979   | 10         |                 |
| 14º  | 6  | Stéphane Jond       | Fratelli             | Suzuki GSX 750 R | 12   | +36.610   | 9          |                 |
| 15º  | 12 | Dominique Duchene   | Green Kawasaki       | Kawasaki ZX 9R   | 12   | +36.674   | 8          |                 |
| 16º  | 38 | Andi Notman         | Jack Lilley Racing   | Aprilia RSV 1000 | 12   | +46.366   | 7          |                 |
| 17º  | 18 | Kelvin Reilly       | Yamaha BT Phonecards | Yamaha YZF R1    | 12   | +46.526   | 6          |                 |
| 18º  | 8  | James Ellison       | Castrol Honda        | Honda CBR 600 F  | 12   | +46.547   | 5          |                 |
| 19º  | 34 | David Higgins       | Genesis Rider Train. | Yamaha YZF R1    | 12   | +48.497   |            |                 |
| 20º  | 24 | Luigi Aljinovic     | GI Motorsport        | Suzuki GSX 750 R | 12   | +48.781   |            |                 |
| 21º  | 51 | Luke Quigley        | GR Motorsport        | Suzuki GSX 750 R | 12   | +49.323   | 4          |                 |
| 22º  | 11 | Dario Tosolini      | Ettore Tosolini      | Yamaha YZF R1    | 12   | +50.016   | 3          |                 |
| 23º  | 43 | Peter Jennings      | P. Jennings Racing   | Honda CBR 900 RR | 12   | +52.707   |            |                 |
| 24º  | 7  | Raffaello Fabbroni  | Rumi                 | Honda CBR 900 RR | 12   | +57.805   | 2          |                 |
| 25º  | 54 | Patrick Snowden     | R & R Racing         | Honda CBR 600 F  | 12   | +1'20.869 |            |                 |
| 26º  | 44 | José María Bordoy   | Lozano Racing        | Yamaha YZF R6    | 12   | +1'20.899 | 1          |                 |
| 27º  | 4  | Niklas Carlberg     | Lap Power Racing     | Suzuki GSX 750 R | 12   | +1'35.905 |            |                 |
| 28º  | 28 | Chris Satchwell     | Satcwell Racing      | Honda CBR 900 RR | 11   | +1 giro   |            |                 |

#### Ritirati
| Nº | Pilota           | Squadra             | Motocicletta     | Giri |
| -- | ---------------- | ------------------- | ---------------- | ---- |
| 21 | Katja Poensgen   | S.Schmidt Motosport | Suzuki GSX 750 R | 11   |
| 31 | Simon Smith      | Blacks Bike Shop    | Yamaha YZF R1    | 4    |
| 40 | Tom van Wezemael | Kawasaki Belgium    | Kawasaki ZX 9R   | 3    |